# Foguang
Foguang (kinesiska: 佛光, 佛光乡) är en socken i Kina. Den ligger i provinsen Henan, i den centrala delen av landet, omkring 79 kilometer väster om provinshuvudstaden Zhengzhou.
Genomsnittlig årsnederbörd är 686 millimeter. Den regnigaste månaden är september, med i genomsnitt 132 mm nederbörd, och den torraste är januari, med 6 mm nederbörd.